# Pupitre

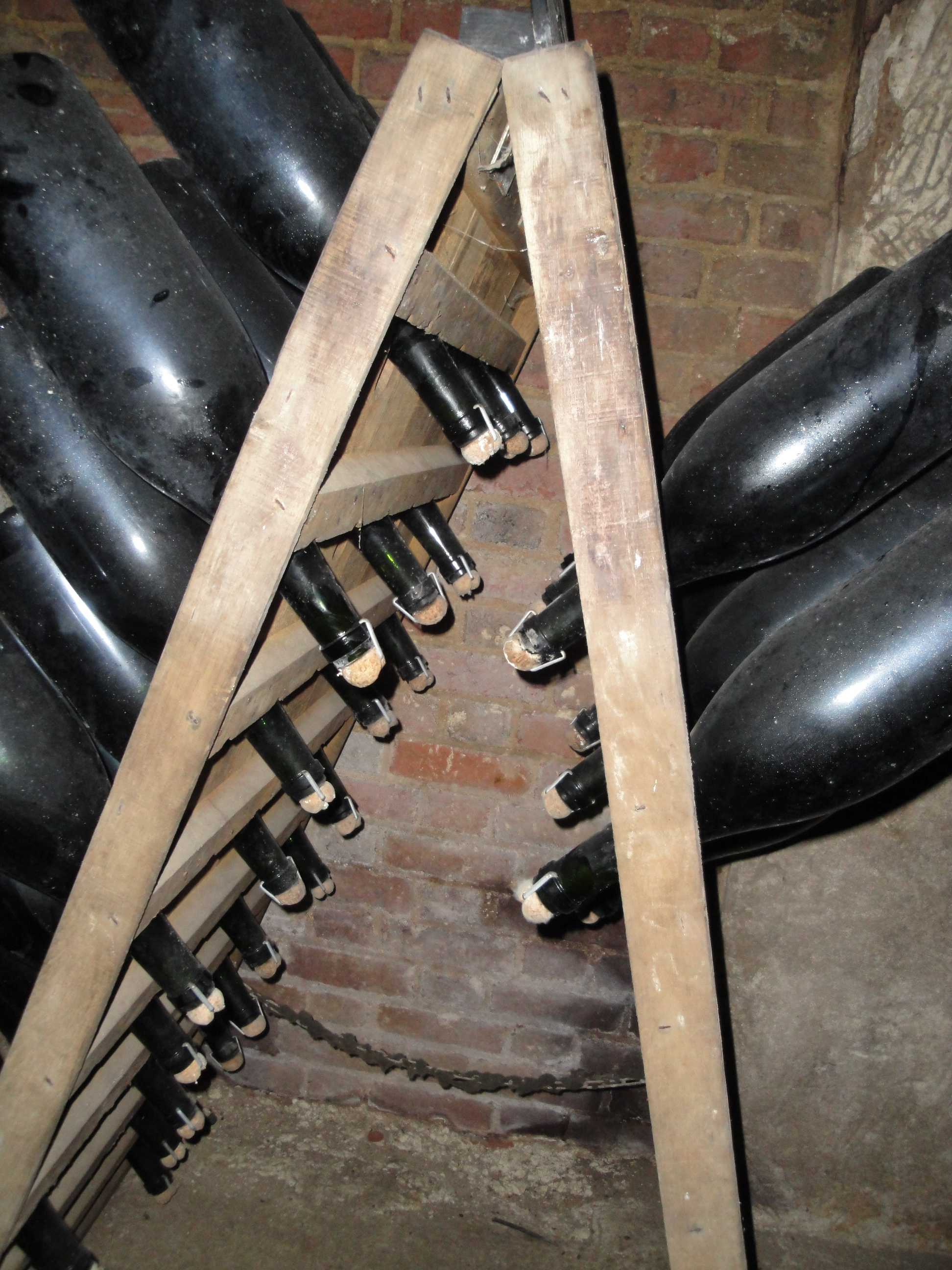
Pupitre in de kelder van Pol Roger, Épernay

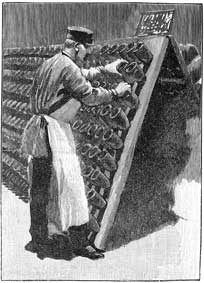
Een remueur aan het werk

Een pupitre is een houten rek waarin flessen schuimwijn zoals champagne ondersteboven worden geplaatst om de remuage, een proces van licht schudden, draaien en in een steeds meer verticale stand brengen, ondergaat. 
Die remuage is deel van de méthode traditionnelle van de Champagne en heeft als doel het bezinksel van de dode gist naar de hals van de fles te brengen.
In 1816 introduceerde Veuve Clicquot de revolutionaire pupitre. Een typische pupitre bevat zestig gaten voor evenzoveel flessen.
Op een gyropallet, een mechanische pupitre, is de remuage geautomatiseerd.
De meer traditionele champagnehuizen laten hun flessen nog altijd met de hand draaien.